# 형옹
형옹(邢顒, ? ~ 223년)은 후한 말기 ~ 조위 초기의 관료로, 자는 자앙(子昂)이며, 하간국 막현(鄚縣) 사람이다.

## 생애
효렴으로 천거되고 사도부(司徒府)에 벽소되었으나 모두 거절하였고, 이름과 자를 바꿔 우북평으로 달아나 전주와 함께 5년을 지냈다. 조조가 기주를 평정하자 전주에게 조조를 따를 것을 권하였고, 전주는 이를 받아들여 함께 조조에게 귀순하였다.
형옹은 기주의 종사(從事)로 발탁되었고, 덕행으로 명성이 있었다. 이후 광종장(廣宗長)에 제수되었으나 전에 섬겼던 장수가 죽자 사임하였다. 담당 관리가 형옹의 태도를 문제삼자, 조조는 말하였다.
| “ | 형옹은 자기가 전에 섬기던 자와 돈독하였다. 한결같은 충절을 갖고 있다. | ” |

그러고는 불문에 부쳤다.
다시 사공의 연(掾)으로 벽소되었고, 행당령(行唐令에 제수되었다. 임지에서 백성들에게 농업을 장려하고 풍속을 교화시켜, 승상의 문하독(門下督)으로 승진하고 좌풍익으로 영전하였다가 병으로 사임하였다.
조조의 아들들이 장성하여 속관을 뽑으려 하였을 때, 조조는 형옹이 예법에 정통하여 적임자라고 생각하여 그를 평원후(平原侯) 조식의 가승(家丞)으로 삼았다. 형옹은 예법을 철저히 지켜 농담을 하거나 비방하는 것을 금하였고, 또 성격에 굽힘이 없었기 때문에 조식과 불화하였다. 서자(庶子) 유정은 조식에게 편지를 썼다.
| “ | 가승 형옹은 북방의 선비로, 젊어서부터 높은 절개를 지녀 성정이 맑고, 말수는 적고 담고 있는 이치가 많으니, 실로 고결한 선비입니다. 저 유정은 그와 동렬에 놓기에 참으로 부족하고, 당신의 측근으로 있기에도 부족한 사람입니다. 하지만 제게는 각별한 대우를 해주시고, 형옹은 멀리하고 대수롭지 않게 여기고 계십니다. 저는 사람들이 당신께서 미련한 자들과 어울리고 예법이 부족하여, 서자(=유정)의 봄꽃을 따며 가승의 결실을 잊고 있다고 말할까 두렵습니다. 이러한 비방이 위에 올라가면 저의 죄는 작지 않을 것이니, 잠을 잘 수가 없습니다. | ” |

형옹은 나중에 참승상군사(參丞相軍事)가 되었고, 동조연(東曹掾)으로 전임되었다. 아직 위나라의 태자가 정해지지 않았을 때 조식이 총애를 받고 있었는데, 마침 정의 등이 조식을 칭송하였다. 조조가 자신에게 질문하자, 형옹은 대답하였다.
| “ | 서자가 집안을 잇는 것은 예로부터 경계하던 일입니다. 전하께서는 깊이 생각하십시오! | ” |

조조는 형옹의 말뜻을 알아차리고, 나중에 형옹을 태자소부에 임명하였다가 태자태부로 전임시켰다.
문제가 선양을 받아 조위를 건국한 후, 형옹은 시중·상서복야(尙書僕射)가 되고 관내후에 봉해졌다. 이후 사례교위·태상을 역임하였고, 황초 4년(223년)에 죽어 아들 형우(邢友)가 작위를 이었다. 증손 형교는 서진 때 형옹처럼 사례교위를 지냈다.

## 출전
- 진수, 《삼국지》 권12 최모서하형포사마전

| 전임 형정 | 조위의 태상 ? - 223년? |  |

## 같이 보기
- 삼국지 인물 목록